# Chilcotin River
Der Chilcotin River ist ein 235 km langer orographisch rechter Nebenfluss des Fraser River im südlichen British Columbia in Kanada. Er entwässert die aride Beckenlandschaft des Chilcotin-Plateaus, welches sich zwischen Fraser River und den südlichen Coast Mountains erstreckt. Der Chilcotin River hat seinen Ursprung in der Itcha Range. Er fließt in überwiegend südöstliches Richtung und mündet etwa 22 km oberhalb von Gang Ranch in den Fraser River.

## Verlauf des Flusses
Der Oberlauf des Chilcotin River befindet sich im Itcha Ilgachuz Provincial Park. Er fließt südlich an dem abgelegenen Itcha Lake vorbei. Die wichtigsten Nebenflüsse sind Chilanko River, Chilko River und Big Creek, alle von rechts.
Am oberen und mittleren Flusslauf, insbesondere die 12 km unterhalb dem Itcha Lake, liegen mehrere gemächliche Flussabschnitte, die sich durch Sumpfgebiete winden.
Chicotin Falls ist ein kleiner Wasserfall etwa 23 km flussabwärts der Quelle am Ende einer kleinen Schlucht. Der Chilcotin Lake, ein kleinerer See, liegt 44 km oberstrom der Chilko-Mündung.
Der Zusammenfluss von Chilko River und Chilcotin River gehört zu den untypischen Fällen, in welchen der wesentlich wasserreichere Fluss in den kleineren Fluss mündet. Unterhalb der Mündung des Chilko River bildet der Chilcotin River einen ziemlich großen und schlammigen Fluss. Es sind ungefähr 83 km vom Chilko-Zufluss bis zur Mündung des Chilcotin River. Der Chilcotin River fließt dorthin noch durch drei große Schluchten, Bull Canyon (im Bull Canyon Provincial Park), Big Creek Canyon und unterhalb der Big-Creek-Einmündung Farwell Canyon, bevor er in den Fraser River mündet. Die letzten rund 15 km, bevor er in den Fraser River mündet, bildet er die südwestliche Grenze des Junction Sheep Range Provincial Park.